# Theodorus van Zwieteren
Theodorus van Zwieteren (Rotterdam, 1887. január 6. – Voorburg, 1962. december 11.) holland nemzetközi labdarúgó-játékvezető. Teljes neve Theodorus "Theo" van Zwieteren

## Pályafutása

### Nemzeti játékvezetés
Nemzeti labdarúgó-szövetségének megfelelő játékvezető bizottsága minősítése alapján 1922-ben lett a First Division játékvezetője. Küldési gyakorlat szerint rendszeres partbírói szolgálatot végzett. A nemzeti játékvezetéstől 1924-ben vonult vissza.

### Nemzetközi játékvezetés
A Holland labdarúgó-szövetség (KNVB) Játékvezető Bizottsága (JB) terjesztette fel nemzetközi játékvezetőnek, a Nemzetközi Labdarúgó-szövetség (FIFA) 1923-tól tartotta nyilván bírói keretében. Több nemzetek közötti válogatott és klubmérkőzést vezetett, vagy működő társának partbíróként segített. A partbírók ebben az időszakban nem voltak FIFA JB kerettagok. A  nemzetközi játékvezetéstől 1925-ben búcsúzott. Válogatott mérkőzéseinek száma: 3.

#### Olimpiai játékok
Az 1924. évi nyári olimpiai játékok labdarúgó tornáján a FIFA JB partbírói szolgálatra alkalmazta. Az első számú partbíró, a korabeli szabályok szerint, játékvezetői sérülés esetén átvette a mérkőzés irányítását. Partbíróként egy alkalommal 2. számú pozícióba kapott küldést.
| Időpont         | Helyszín                 | Mérkőzés típusa   | Mérkőzés              | Játékvezető              | Eredmény | Nézők száma |
| --------------- | ------------------------ | ----------------- | --------------------- | ------------------------ | -------- | ----------- |
| 1924. június 1. | Olimpiai Stadion, Párizs | egyik negyeddöntő | Franciaország–Uruguay | Peder Christian Andersen | 1 – 5    | 30 868      |